# J'y suis, j'y reste (citation)
Pour les articles homonymes, voir J'y suis, j'y reste.
« J'y suis j'y reste » est une citation prêtée au général français Mac Mahon après la prise de la redoute de Malakoff le 7 septembre 1855 lors du siège de Sébastopol pendant la guerre de Crimée. 

## Histoire

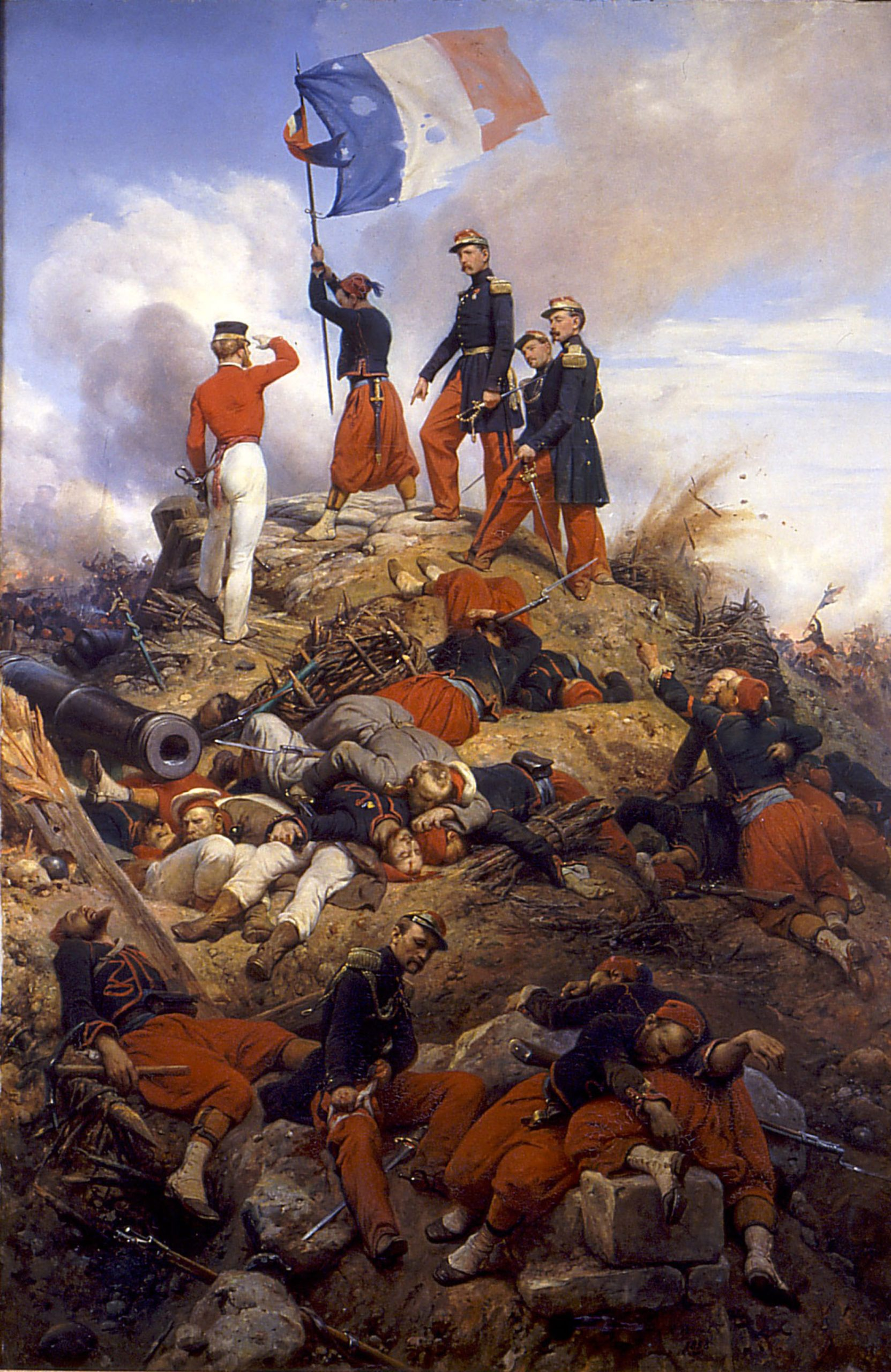
La Prise de la tour Malakoff par Horace Vernet. Au sommet de la redoute de Malakoff, le général Mac Mahon répondant à un officier anglais.

Le siège de Sébastopol par les troupes alliées (Français, Anglais, Turcs et Sardo-Piémontais) dure déjà depuis plusieurs mois lorsque le général de division Patrice de Mac Mahon débarque à la tête de ses troupes en août 1855. Il va avoir en charge la prise de la forteresse de Malakoff, pièce maîtresse du dispositif de défense de Sébastopol. 
Elle est constituée d'une tour située sur un mamelon élevé, ceinturée par des bastions. Le 8 septembre, à midi, il donne l'assaut à la tête de ses zouaves. Après de durs combats, Mac Mahon se trouve au sommet de l'ouvrage, il y plante son épée et le fanion de la 1re division française. Les Russes déposent les armes. Cette prise de Malakoff déclenche le début de l'assaut général contre les autres positions fortifiées russes qui provoque la prise de Sébastopol.
Alors que Mac Mahon se trouve encore sur le sommet de la tour, un officier anglais est dépêché auprès de lui pour lui dire de se retirer au plus vite car la redoute est minée. C'est là que Mac Mahon aurait répondu : « Ma place est ici, j'y suis, j'y reste ». Il fait ensuite creuser le sol de la forteresse et des fils électriques reliant de nombreuses casemates remplies de poudre sont découverts et sectionnés. 
Plusieurs biographes et historiens lui attribueront ensuite cette citation, variant seulement à la marge, la nationalité de l'officier avertissant le général français pouvant aussi changer. 
Dans ses Mémoires, Mac Mahon donne lui la version suivante : 
« Peu après la guerre de Crimée, les habitants d'Autun, mes compatriotes, commandèrent à Horace Vernet un tableau représentant la prise de Malakoff. Le grand peintre vint s'entendre avec moi sur l'épisode qu'il devait reproduire. Me rappelant une légende qui commençait à se propager et m'attribuant le mot « J'y suis, j'y reste », il avait dans l'idée de me représenter assis sur le parapet, écrivant sur une feuille de papier. J'avoue que cette attitude ne me souriait guère et je lui dis, ce qui est exact, que je ne m'étais jamais servi de cette expression, mais qu'elle avait pu être inspirée par le fait suivant : un jeune officier de l'armée anglaise, au moment où elle était maîtresse du grand Redan, était venu me demander si j'étais sûr de conserver Malakoff. Je lui répondis : « Voyez ce drapeau il vient d'y être planté, dites à votre général qu'il y restera ! » »

## Postérité
« J'y suis, j'y reste » devient la devise du 3e régiment de zouaves qui combattit à Malakoff, puis en 1916 à Verdun et en 1943 en Tunisie.